# DB Netz
L'entreprise DB Netz AG, filiale à 100 % de la Deutsche Bahn AG, est gestionnaire d'infrastructure ferroviaire, responsable d'une grande partie du réseau ferré allemand (en 2006 : 34 019 km). L'entreprise a été créée dans le cadre du deuxième paquet de réformes du secteur ferroviaire allemand, comme filiale de la DB AG.
La DB Netz AG a son siège à Francfort-sur-le-Main et sept directions régionales (Regionalbereich, RB), situées à Berlin (RB Ost), Francfort-sur-le-Main (RB Mitte), Duisbourg (RB West), Hanovre (RB Nord), Karlsruhe (RB Südwest), Leipzig (RB Südost) et Munich (RB Süd). Son chiffre d'affaires s'élevait en 2005 à environ 3,9 G€.
Pour la première fois fin 2007, l'entreprise a annoncé avoir réalisé un bénéfice, certes faible, de 3 M€ au cours de l'exercice 2007. Ce bénéfice est le résultat à parts égales de l'amélioration de la productivité de l'entreprise, de la diminution des coûts de son capital et de l'augmentation du prix des sillons.

## Comité directeur
L'entreprise est chapeautée par un comité directeur de cinq personnes. Le président du comité directeur est actuellement M. Volker Kefer. Les autres membres de ce comité sont Harald Stumpf, chargé des finances et du contrôle de gestion, Dagmar Haase, chargé du marketing, Berthold Huber, chargé des ressources humaines, et Oliver Kraft, chargé de la production.

## «Unités d'affaires»
Le réseau géré par la DB Netz AG est divisé en unités pour chacune desquelles une unité d'affaires (Geschäftseinheit, GE) est responsable des investissements et du maintien en état des infrastructures du réseau.

### GE Fern- und Ballungsnetz (FuB)
Unité d'affaires « lignes nationales et internationales ». Cette unité d'affaires est responsable des lignes majeures du réseau, et sa principale occupation est d'assurer le renforcement de la sécurité du réseau.

### GE Regionalnetze
Unité d'affaires « lignes régionales ». Cette unité d'affaires est responsable des lignes et gares autres que les plus importantes. Sa mission principale est la remise en état des lignes considérées comme non rentables, ou qui, en raison des conditions de leur exploitation, nécessitent une attention particulière.
Entre 2001 et début 2008, DB Netz a fondé en tout 40 réseaux régionaux.

## Évolution du réseau
DB Netz poursuit la politique de la Deutsche Bundesbahn d'évolution du réseau ferré allemand. D'un côté, elle complète le réseau de lignes nouvelles destinées aux relations à longue distance ; de l'autre, elle ferme des lignes délaissées pour des raisons économiques. De même, elle a fermé des gares marchandises que l'entreprise ferroviaire ne voulait plus exploiter, elle a fermé certaines lignes secondaires non rentables et mis à voie unique certaines lignes à double voie.
Afin d'améliorer la rentabilité du réseau, DB Netz procède, entre autres, à :
- la limitation du nombre d'aiguillages sur le réseau ferré, ces appareils de voie nécessitant un entretien coûteux pour des bénéfices immédiats très limités ;
- la transformation de gares en haltes, permettant de limiter les coûts inhérents en personnel ;
- la fermeture de certains raccordements, comme le Rheinische Strecke qui reliait Duisbourg-Hochfeld à Bochum-Nord.

Toutefois, ces modifications sont parfois faites au détriment d'autres entreprises du groupe de la DB, qui doivent par exemple faire faire des détours à leurs trains, avec une augmentation afférente de leurs coûts. Par ailleurs, l'abandon d'aiguillages ou de voies de croisement rend plus difficile la gestion du trafic lors de la circulation de trains désheurés par suite d'une situation incidentelle ou de travaux.[non neutre]
Pour le service 2005, environ 46 300 sillons ont été réservés sur le réseau géré par DB Netz.
En janvier 2005, DB Netz a laissé connaître son intention de supprimer, d'ici 2010, 22 800 des 88 200 aiguillages du réseau ferré allemand. Les critiques ont fait savoir que cela limiterait la flexibilité du réseau et augmenterait le retard des trains, l'absence consécutive de possibilité de croisement et de dépassement des trains étant susceptible d'entraîner des conséquences généralisées à l'ensemble du réseau au moindre retard.
Fin 2006, DB Netz exploitait 34 019 km de voies sur un réseau d'une longueur totale de 62 948 km (322 km de moins que l'année précédente). Le nombre d'aiguillages, qui s'élevait en début d'année à 77 080, a diminué de 2 110, parmi lesquels 1 296 se trouvaient dans des gares de triage.
L'exploitant assure que ces transformations ont en moyenne augmenté la durée des parcours de 2,4 %. Par ailleurs, alors que si un investissement régulier avait été effectué, leur âge moyen serait resté constant, celui des voies est passé de 19,6 à 19,8 années, celui des appareils de voie de 16,5 à 16,9 années.
Cependant, d'après les données de l'entreprise, le nombre de zones de limitation de vitesse a été réduit d'un tiers au cours de l'année 2007, et, grâce à une concentration des efforts sur les voies les plus fréquentées, le nombre de minutes de retard liées à ces zones réduit de moitié.
En 2007, DB Netz AG a entièrement utilisé la dotation fédérale de 3,58 G€ destinée au développement et à l'entretien du réseau ferroviaire. Cette dotation, initialement prévue s'élever à 3,3 G€, a en fin de compte été portée à 3,58 G€, et a essentiellement été utilisée en investissements sur le réseau existant ; 1,6 G€ ont été investis dans le renouvellement de l'infrastructure (rails, traverses et ballast) : sur plus d'un millier de chantiers, 4 400 km de voies et 1 800 aiguillages ont été rénovés, 3,9 millions de tonnes de ballast et 3,3 millions de traverses renouvelées.
En 2008, DB Netz AG a annoncé que 64 lignes doivent être affectées par des travaux et que 600 chantiers par jour se dérouleront.
Fin février 2008, s'est déroulée une expérimentation de quatre semaines, visant à porter la longueur maximale des trains circulant sur le réseau allemand de 700 à 835 m. 30 rotations de trains de fret entre Maschen et Kolding, distantes de 210 km, ont été concernées par cette expérimentation. L'objectif, à long terme, est de porter la longueur maximale des trains à 1 000 m ; toutefois, la longueur maximale expérimentée en février 2008 a été limitée à 835 m, ce qui correspond à la longueur maximale des trains autorisés à circuler sur le réseau danois.
Début 2014, le PDG de la Deutsche Bahn AG a annoncé le remplacement de 125 ponts ferroviaires par an.

## Accès au réseau
Les entreprises de transport ferroviaire peuvent réserver des sillons auprès de DB Netz AG. Ces sillons doivent respecter la régulation mise en place par l'Allgemeines Eisenbahngesetz (AEG) (de) et sont supervisés par l'agence fédérale des réseaux.

## Clients
Outre les filiales de la Deutsche Bahn AG (DB Fernverkehr (de) AG, DB Regio AG, DB Cargo, etc.), environ 300 entreprises de transport ferroviaire sont clientes en 2006 de DB Netz AG. On y dénombre, parmi les plus connues, Keolis, Rail4Captrain, CFF Cargo, TX Logistik, Transdev ou Ortenau-S-Bahn.